# Harkat-ul-Ansar
Harkat-ul-Ansar (Urdu: حرکت المجاہدین الاسلامی, lit. 'organització jihadista islàmica'; abreujat HUM) és un grup jihadista islàmic amb seu al Pakistan que opera principalment al Caixmir. S'ha considerat que el grup té vincles amb Osama bin Laden i el mullah Omar.
El grup ha estat designat com a organització terrorista per Bahrain, les Nacions Unides, el Regne Unit i els Estats Units. Com a resposta, l'organització va canviar el seu nom a Harkat-ul-Mujahideen. El grup es va escindir de Harkat-ul-Jihad-al-Islami (HuJI), un grup pakistanès format el 1980 per lluitar contra l'exèrcit soviètic a l'Afganistan. El govern de l'Índia ha declarat i prohibit HuM com a organització gihadista.